# Spiro Peçi
Spiro Peçi (ur. 17 lutego 1947 w Delvinie) – albański prawnik, minister sprawiedliwości Albanii w latach 2002–2003.

## Życiorys
W 1969 roku ukończył studia prawnicze na Uniwersytecie Tirańskim. Pracował następnie w prokuraturach rejonowych w Sarandzie w latach 1970–1985 i w Durrësie od roku 1985 do maja 1991.
Od maja 1991 do czerwca 1992 pełnił funkcję zastępcy prokuratora generalnego Albanii; w Prokuraturze Generalnej pracował do swojej rezygnacji w marcu 1995. Do stycznia 2002 pracował w wolnym zawodzie jako prawnik.
Od lutego 2002 do grudnia 2003 pełnił funkcję ministra sprawiedliwości Albanii.
W latach 2005–2009 był posłem do Zgromadzenia Albanii.

## Odznaczenia
W 2008 roku Spiro Peçi został odznaczony przez prezydenta Albanii Bamira Topiego Orderem Naima Frashëriego.